# Мокет
Мокет е вид текстилна подова настилка, с влакна от вълна или полипропилен. Мокетите са твърде разнообразни по цвят, начин на изработка и вид - иглонабивни, бримкови, велурени, рязан косъм и други. Предпочитаните цветове са в неутралната, бежово-кафява тоналност, но се срещат и сини, сиви и бордо. Предимството на мокета е, че през зимата създава уют и топлина. Недостатъците му са, че събира много прах и се чисти трудно, особено при разливане на течности. Дори да се почисти идеално горната видима част, отдолу остава част, която след време отново избива на повърхността. Това може да доведе и до неприятна миризма, а след време при недобро поддържане може да се завъдят акари, които са предпоставка за алергия.
Поставянето му не е трудно и може да се извърши и от неспециалист. Като цяло обаче мокетът е много по-непрактичен от балатум или паркет.